# Ґлорія Кемасуоде
Ґлорія Кемасуде  (англ. Gloria Kemasoude, 30 грудня 1979) — нігерійська легкоатлетка, олімпійська медалістка.

## Виступи на Олімпіадах
| Олімпіада  | Дисципліна              | Місце     |
| ---------- | ----------------------- | --------- |
| Афіни 2004 | естафета 4 x 100 метрів | 7         |
| Пекін 2008 | біг на 200 метрів       | 6 h3 r1/4 |
| Пекін 2008 | естафета 4 x 100 метрів | 3         |